# Metagonia argentinensis
Metagonia argentinensis is een spinnensoort uit de familie trilspinnen (Pholcidae). De soort komt voor in Brazilië en Argentinië. 